# William Steig
William Steig (Brooklyn, 14 november 1907 - Boston, (Massachusetts), 3 oktober 2003) was een Amerikaans striptekenaar, illustrator en schrijver van kinderboeken.

## Biografie
William Steig werd in 1907 geboren in Brooklyn als zoon van Pools-Joodse immigranten. Als kind tekende hij graag en was geïnteresseerd in literatuur en gefascineerd door Pinocchio. Hij was ook lid van het All-American college-waterpoloteam. Steig studeerde op vijftienjarige leeftijd af aan de Townsend Harris High School om vervolgens twee jaar te studeren op het City College of New York, drie jaar op de National Academy of Design en amper vijf dagen op de Yale School of Fine Arts, maar gaf zijn studies telkens voortijdig op. Steig begon met het tekenen van illustraties en cartoons in 1930 voor het tijdschrift The New Yorker en produceerde in de volgende 73 jaren meer dan 1600 tekeningen en 120 covers. Op latere leeftijd, hij was toen al 61 jaar oud, begon hij met het schrijven en tekenen van kinderboeken. Zijn derde boek Sylvester and the Magic Pebble (1969) werd bekroond met de Caldecott Medal. Hij schreef meer dan 30 kinderboeken. Zijn prentenboek Shrek! uit 1990 vormde de basis voor de gelijknamige filmreeks. Steig werd tweemaal genomineerd voor de Hans Christian Andersenprijs, als illustrator in 1982 en als schrijver in 1988.
Een aantal van Steigs kinderboeken werden ook vertaald naar het Nederlands en verscheidene malen bekroond, met de Zilveren Griffel (Abels eiland, 1979), het Zilveren Penseel (Shrek!, 1991 en Dokter de Soto, 1984) en de Vlag en Wimpel-vermelding voor Geel en roze (1987).
Steig huwde viermaal en had drie kinderen. Van 1936 tot 1949 was hij getrouwd met Elizabeth Mead Steig (1909-1983) en ze kregen samen een zoon, de jazzfluitist Jeremy Steig en een dochter Lucinda. Hij trouwde een tweede maal met Kari Homestead in 1950 en ze hadden samen een dochter Margit Laura. Na zijn scheiding was hij van 1964 tot 1966 getrouwd met Stephanie Healey en in 1968 huwde hij een laatste maal, met Jeanne Doron met wie hij samen bleef tot zijn overlijden in 2003 op 95-jarige leeftijd.